# Roodbuikkookaburra
De roodbuikkookaburra (Dacelo gaudichaud), behoort tot de familie van ijsvogels (Alcedinidae). De vogel is een endemische vogelsoort uit Nieuw-Guinea. Deze vogel is genoemd naar de Franse natuuronderzoeker Charles Gaudichaud-Beaupré (1789-1854).

## Beschrijving
De roodbuikkookaburra heeft een lengte van gemiddeld 28 centimeter en daarmee de kleinste van de vijf kookaburrasoorten. De roodbuikkookaburra heeft een lange witachtige snavel. De borst en de buik zijn fraai roodbruin gekleurd, daarboven een witte kraag en de rest van de kop is zwart. De mantel is zwart met daarop blauwe vleugeldekveren en een blauwe stuit.

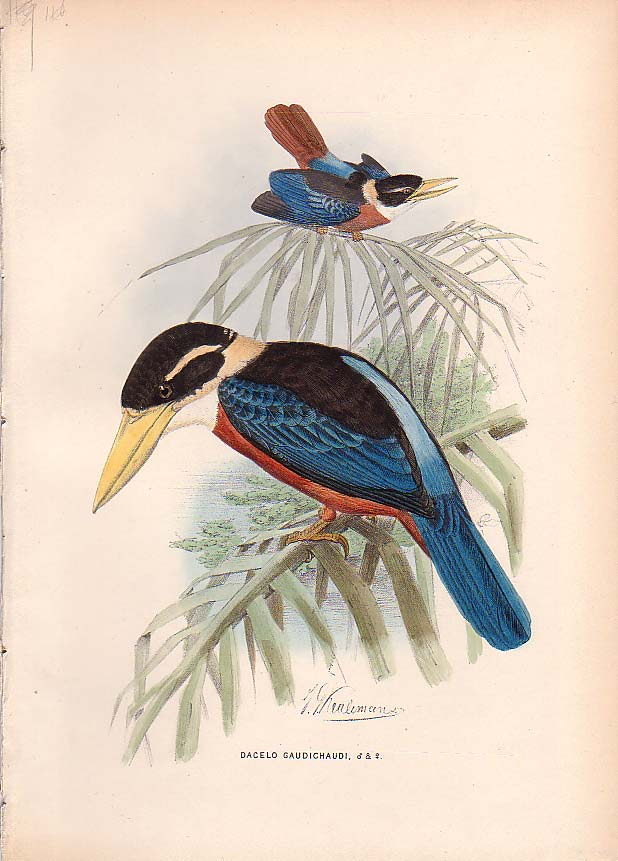
Roodbuikkookaburra, afbeelding gemaakt door John Gerrard Keulemans.

## Verspreiding en leefgebied
De roodbuikkookaburra komt voor op Nieuw-Guinea en een aantal nabijgelegen eilanden. Het leefgebied bestaat uit tropisch bos in laag- en heuvelland tussen de zeeniveau en 750 m.

## Status
Binnen dit grote verspreidingsgebied en in geschikt habitat is het een algemene vogel. Er is geen aanleiding te veronderstellen dat de soort in aantal achteruit gaat. Om deze redenen staat deze soort kookaburra als niet bedreigd op de Rode Lijst van de IUCN.